# Navadurga
Navadurga ou Nawadurga est une municipalité rurale du district de Dadeldhura, dans la zone de Mahakali, à l'ouest du Népal. Au moment du recensement du Népal de 2021, elle comptait 18 672 habitants.
Elle est créée en 2017 en regroupant les anciens comités de développement villageois de Belapur, Koteli, Manilek et Navadurga.